# Bunoplus
Bunoplus is een geslacht van hooiwagens uit de familie Gonyleptidae.
De wetenschappelijke naam Bunoplus is voor het eerst geldig gepubliceerd door Roewer in 1927. 

## Soorten
Bunoplus is monotypisch en omvat slechts de volgende soort:
- Bunoplus pachypalpis